# Ricard Sanmartín Bargues
Ricard Sanmartín Bargues (València, 11 de desembre de 1888 - València, 3 de juny de 1974) va ser un poeta i dramaturg valencià.
Estudià a l'Escola d'Artesans, i s'especialitzà en orfebreria, entrant a treballar amb onze anys com aprenent en un taller d'orfebreria en plata i or, cosa que el premetré més tard exercir la professió d'argenter tota la seua vida, en un local del carrer Tapineria de la ciutat de València, al costat de l'església de Santa Caterina.
Va ser president de la secció dels Cursos de Llengua Valenciana de Lo Rat Penat i membre de la junta directiva de l'Agrupació Valencianista de la Dreta (1933). Posteriorment milità en Acció Nacionalista Valenciana. L'any 1948 va fundar l'editorial Lletres Valencianes. En companyia del dibuixant Francesc Ramil López i del poeta Josep Maria Esteve Victòria fundà la revista fallera Pensat i Fet (1912-1972), primera revista fallera que va emprar una ortografia catalana correcta. Va ser un dels signataris de les Normes de Castelló. La seua poesia és de caràcter tradicional.

## Obres

### Poesia
- 1950 Airet d'abril
- 1960 Ressonàncies de l'Alguer
- 1962 La mel i la Tardor

### Teatre
- L'enredro de la ràdio
- La Volta a València